# وربن (الموت)
وربن (قزوین)، روستایی از توابع بخش رودبارالموت شهرستان قزوین در استان قزوین ایران است.
در نیمه شمالی الموت، در دامنه کوه خشچال، در فاصله ۸۰ کیلومتری و بعد از دریاچه اوان در مسیر راه خشچال قرار دارد.

## جمعیت
این روستا در دهستان معلم کلایه قرار دارد و براساس سرشماری مرکز آمار ایران در سال ۱۳۸۵، جمعیت آن ۲۱۹ نفر (۷۹خانوار) بوده‌است.
این روستا که بیش از هفتصد سال قدمت دارد، در دامنه کوه واقع شده‌است و اثار بجا مانده از لغزش زمین نشان دهنده وجود مناطق مسکونی بالاتر از مکان فعلی روستا را دارد.
این روستا پوشیده از انواع گونه‌های درختی دست کاشت بوده ولی تنوع گیاهی اطاف ان بی نظیر است و حیات وحش ان قابل توجه می‌باشد

## ارتفاع از سطح دریا
۱٬۸۰۰ m

## تلفظ
تلفظ درست نام این روستا warbon به معنای پای کوه می‌باشد (ور -- کناره کوه))(بن --- زیر)
این اسم احتمالاً با شهر وربن (به آلمانی: Werben) در ایالت زاکسن-آنهالت که در کشور آلمان واقع شده‌است اشتباه گرفته شده‌است.